# Keutapang (Tanah Pasir)
Keutapang is een bestuurslaag in het regentschap Aceh Utara van de provincie Atjeh, Indonesië. Keutapang telt 499 inwoners (volkstelling 2010).